# Tinta (Peru)

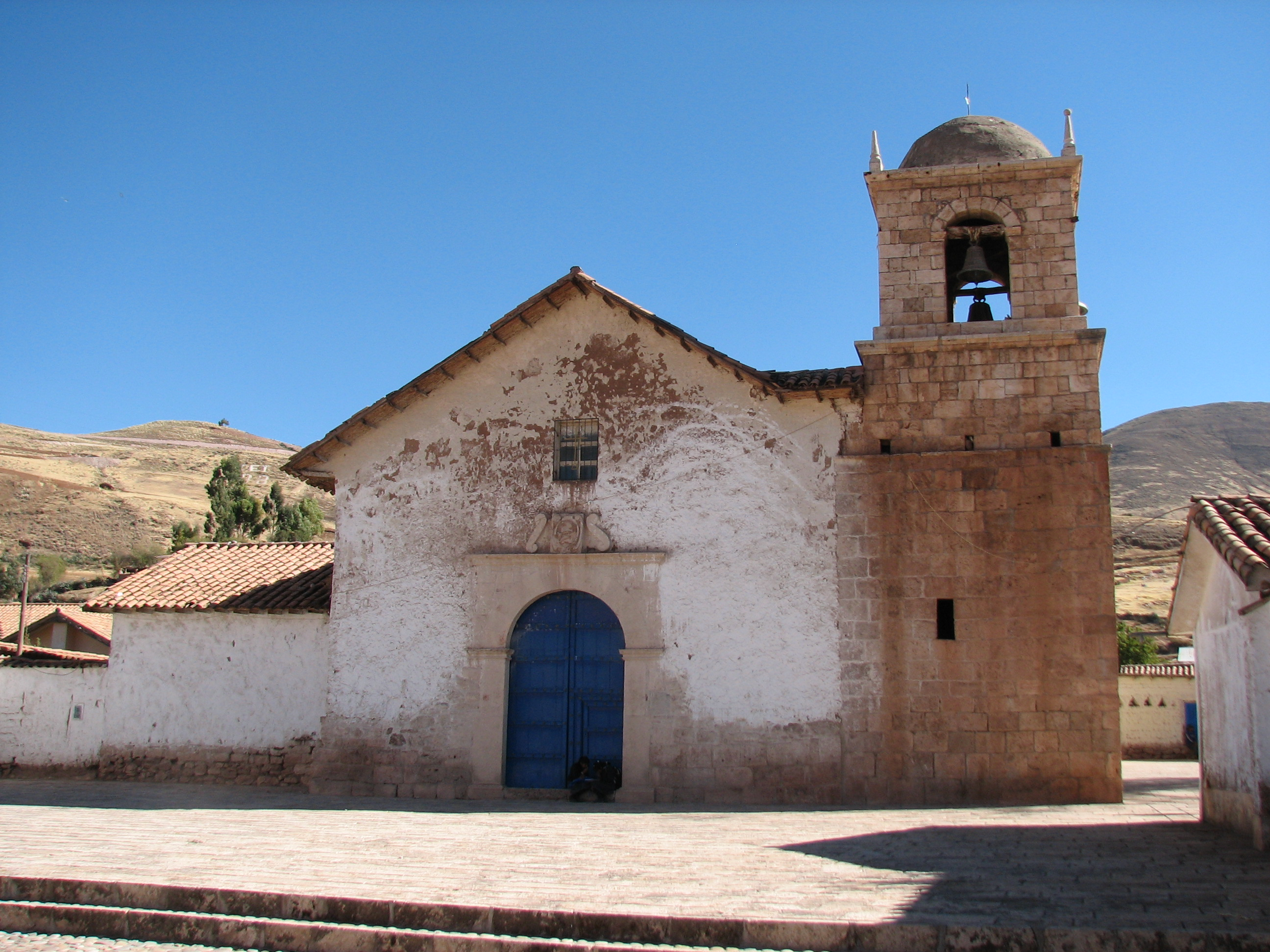
Kościół kolonialny w Tincie

Tinta – wieś w prowincji Canchis, regionie Cuzco, w Peru. Jest położona przy głównej drodze łączącej miasto Juliaca z Cuzco. 
Przy głównym placu znajdują się dwa kościoły kolonialne.
Z Tinty pochodził Tupac Amaru II, który w 1780 roku stanął na czele największego inkaskiego powstania przeciwko władzy hiszpańskiej w dziejach Peru. Zniósł podatki i z pomocą wojska odzyskał Cuzco. Ostatecznie jednak został zdradzony i wydany w ręce Hiszpanów. 18 maja 1781 ścięto mu głowę, a jego zwłoki sprofanowano. 